# Francis Langley
Francis Langley (1550 – 1601) fue un constructor de teatros y productor teatral en el Londres isabelino. Después de James Burbage y Philip Henslowe, Langley fue el tercer empresario destacado en el desarrollo del teatro isabelino.

## Biografía
Langley era joyero de profesión. Se involucró en asuntos teatrales en la década de los años 1590, y operó de manera semejante a Henslowe, contratando actores individuales y troupes que actuaran exclusivamente para él, y sirviendo como prestamista fiable de ellos. 
Su principal logro en el teatro isabelino fue la construcción del Teatro el Cisne en Southwark, en la margen meridional del río Támesis, en 1595-6. El Cisne fue el cuarto de los grandes teatros londinenses, después de The Theatre (1576), Curtain (1577) y Rose (1587)—aunque el Cisne fue considerado en su tiempo el mejor situado y llamativo visualmente de los cuatro. El Cisne estaba preparado para representaciones en febrero de 1597, cuando Langley firmó un contrato con los Pembroke's Men para que actuaran en su nuevo teatro. El contrato menciona que ya se había usado el teatro con anterioridad, aunque se desconoce qué compañía actuó, es posible que fueran Los hombres del lord chambelán. En julio de ese año estalló el escándalo con la obra de Thomas Nashe y Ben Jonson titulada La Isla de los Perros, considerada "escandalosa y muy sediciosa", por lo que el 28 de julio el Consejo privado ordenó el cierre de todos los teatros del verano durante el resto del verano. En otoño reabrieron los demás teatros, pero el Cisne no. Cinco de los actores de los Pembroke's Men, ahora en paro, lo dejaron para unirse a los Hombres del lord almirante, y parece que se llevaron las obras de la compañía con ellos. El resto de los Pembroke's Men, quizá con actores añadidos, estuvieron de gira fuera de Londres en 1598-9, en Bath, Bristol, Dover, y otras ciudades.
Langley tuvo una críptica conexión con William Shakespeare. En noviembre de 1596 el sheriff de Surrey, condado donde se encontraba Southwark, dictó dos mandamientos de embargo, semejantes a interdictos actuales. Uno implica a Francis Langley contra dos partes llamadas William Gardener y William Wayte; el otro es de William Wayte contra Langley, dos mujeres llamadas Anne Lee y Dorothy Soer... y William Shakespeare. Shakespeare puede que estuviera relacionado con los Pembroke's Men a principios de la década de 1590, pues ellos interpretaron al menos dos de sus primeras obras, Tito Andrónico y Enrique VI, parte 3; pero para 1596 estaba ya con los hombres del lord chambelán, y su conexión con Langley es oscura. Gardener era un juez de paz corrupto de Surrey, y Wayte era su hijastro; Lee y Soer son sólo nombres mencionados en el documento. Gardener murió un año después, en noviembre de 1597; la historia detrás de este asunto sigue siendo un misterio.